# Jacek Bławut
Jacek Bławut (ur. 3 listopada 1950 w Zagórzu Śląskim) – polski aktor, operator i reżyser filmowy, dokumentalista, wykładowca w szkołach filmowych.

## Życiorys
Ukończył studia na Wydziale Operatorskim PWSFTviT w Łodzi (1982). W latach 1992–1994 był współwydawcą magazynu „Film na Świecie”. Od 2003 jest członkiem Europejskiej Akademii Filmowej. Od 2008 roku członek Rady Polskiego Instytutu Sztuki Filmowej. 
W 2020 roku otrzymał stopień doktora habilitowanego w dziedzinie Sztuki Filmowe i Teatralne.

## Wykładowca
Wykładał w szkołach filmowych w Łodzi (PWSFTiTv), Berlinie, Hanowerze, Toruniu (Camerimage Film School) i Warszawie oraz w Mistrzowskiej Szkole Reżyserii Filmowej Andrzeja Wajdy.

## Filmografia
Jest autorem zdjęć do kilku filmów fabularnych Marka Koterskiego (m.in. Dzień świra), a także Dekalogu X w reżyserii Krzysztofa Kieślowskiego.
Jako reżyser, operator i producent stworzył wiele filmów dokumentalnych, między innymi: Wojownik, Szczur w koronie, Born dead, Nienormalni, Kostka cukru. Jest również twórcą telenoweli dokumentalnej Kawaleria powietrzna.

## Nagrody (wybór)
- 1991 „Biała Kobra” za film Nienormalni Festiwal Mediów Człowiek w Zagrożeniu[2]
- 2005 „Biała Kobra” za film Szczur w koronie Festiwal Mediów Człowiek w Zagrożeniu[3]
- 2007 „Biała Kobra” za film Wojownik Festiwal Mediów Człowiek w Zagrożeniu[4]
- 2008 „Srebrne Lwy” za film Jeszcze nie wieczór 33. Festiwal Polskich Filmów Fabularnych w Gdyni
- 2008 „Złoty Kangur” za film Jeszcze nie wieczór 33. Festiwal Polskich Filmów Fabularnych w Gdyni